# Dream Your Life Away
Dream Your Life Away è il primo album in studio del cantautore australiano Vance Joy, pubblicato il 5 settembre 2014.

## Tracce
1. Winds of Change – 2:15
2. Mess Is Mine – 3:43
3. Wasted Time – 5:00
4. Riptide – 3:21
5. Who Am I – 2:39
6. From Afar – 4:23
7. We All Die Trying to Get It Right – 4:07
8. Georgia – 3:50
9. Red Eye – 5:03
10. First Time – 3:44
11. All I Ever Wanted – 3:36
12. Best That I Can – 3:30
13. My Kind of Man – 3:49

## Classifiche
| Classifica (2014) | Posizione raggiunta |
| ----------------- | ------------------- |
| Australia         | 1                   |
| Regno Unito       | 20                  |
| Stati Uniti       | 17                  |